# San Nicola (Ottana)
San Nicola in Ottana auf Sardinien ist die ehemalige Kathedralkirche des Bistums Ottana. Ottana war bis zum Jahre 1503 Bischofssitz, dann wurde es mit dem Bistum Alghero vereinigt. San Nicola wurde in der ersten Hälfte des 12. Jahrhunderts aus schwarzem Trachyt auf den Ruinen einer byzantinischen Kirche errichtet. 
San Nicola ist die einzige einschiffige Kathedrale Sardiniens. Der Grundriss hat die Form eines Antonius- oder Taukreuzes und ist dem von Santa Sarbana in Silanus oder San Giovanni di Sinis ähnlich. Während im niedrigen Querhaus Tonnengewölbe die Decke bilden, hat die Balkendecke im Längsschiff geschnitzte Holzkonsolen. 
Die pisanische vom dortigen Dom und von Santa Maria del Regno beeinflusste Fassade mit den Stufenrhomben unter den Blendbögen hat mittig ein Zwillingsfenster. Die Seitenwände mit den eleganten Blendarkaden wurden später in der nahen Chiesa San Pietro di Zuri nachgeahmt. Vermutlich wegen eines Einsturzes des Baus noch vor dem Jahre 1160 blieben vom Altbau nur die Fassade und der vordere Teil der Südwand bis zum ehemaligen Glockenturm erhalten. 
Im linken Querhaus hängt das kostbare Polyptychon Marianus IV. Die Mitteltafel zeigt Franz von Assisi und Nikolaus von Myra, flankierend geben je zwei Tafeln in acht Bildern wichtige Ereignisse aus deren Leben wieder. Das ganze wird von Pedimenten geadelt. Das mittlere zeigt zu Füßen der Madonna den Bischof Silvester von Ottana und den Richter Marianus IV. von Arborea. Auf den übrigen Giebelfeldern sind Heilige, Erzengel und die Verkündigung Mariens (Annunziata) abgebildet. Der eklektische Stil weist auf einen Künstler, der zwischen den Florentinern Giotto und Maso und den Sienesen Martini und Lorenzetti stand, aber archaische Elemente beibehielt. Man vermutete ihn in der Umgebung von Francesco Traini, dem Schöpfer der Trionfo della Morte (Todesallegorie) oder im Kreis der toskanischen Maler am Hof der Anjou in Neapel (eventuell war es Pietro Orimma).